# Campanha gráfica e editorial da Revolução de 1932

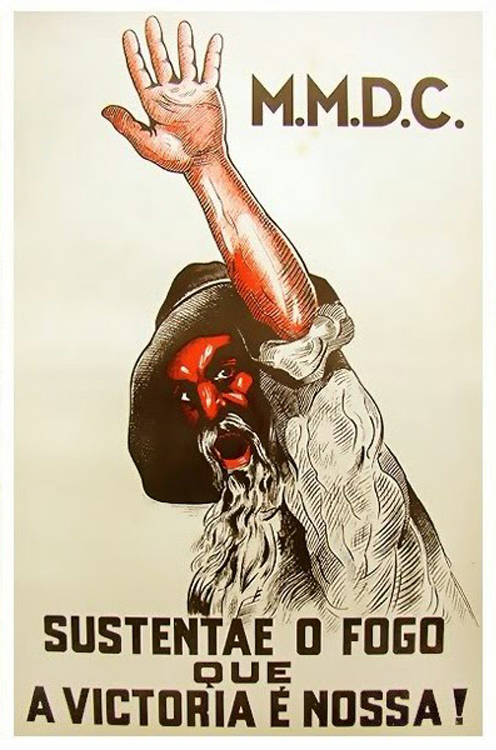
Cartaz representando bandeirante num dramático instante congelando, evocando a resistência e a causa paulista.

A Revolução Constitucionalista de 1932 foi um importante marco para a história do Brasil no século XX, tanto do ponto de vista dos desdobramentos políticos, econômicos e sociais, quanto do ponto de vista de sua relevância historiográfica se pensarmos em sua fartura de registros imagéticos, movimento relevante para a história do design gráfico no Brasil. 
Através de todo esse testemunho visual (alinhado também a toda outra forma de registro), podemos, hoje, remontar com riqueza polissêmica o cenário do projeto político da Revolução de 32 e compreender e questionar com maior profundidade os impactos de uma campanha político-imagética na construção de um imaginário histórico e nacional. 
Nesse sentido, o movimento paulista foi profundamente movido pela propaganda, que tratou de manter alinhados diversos setores sociais sob uma ideia de causa e missão comum, interessante política e economicamente, a princípio, apenas a uma parcela muito determinada da população paulista (elites cafeeiras e alguns setores da classe média). Esta população geral, por sua vez, foi essencial para o andamento da pretendida Revolução, desde alistamentos, a doações de fundos, aos esforços da indústria paulista para produção de equipamento e inovações de guerra. A circulação de cartazes, emblemas, cartões postais, hinos, fotografias, revistas, paradas infantis, narrativas de rádio e jornal, etc, mantinha a população permanentemente mobilizada com o projeto político da elite paulista.

## Contexto histórico
Logo antes do ano que deu início a Revolução de 32, o Brasil se encontrava em crise econômica, devido a derrubada dos preços do maior produto de exportação do país, o café, pela Grande Depressão. Querendo mudanças políticas e econômicas, foi eleito o paulista Júlio Prestes nas eleições do ano de 1930 contra Getúlio Vargas. No entanto, Prestes nunca chegou a assumir o cargo, pois em união a comandantes militares do Rio de Janeiro, o presidente vigente Washington Luís foi deposto e o poder entregue nas mãos de Getúlio Vargas. Com isso, chegou ao fim a hegemonia política dividida entre São Paulo e Minas Gerais, e foi instalada uma ditadura no país. Foram nomeados interventores para os governos de todos os estados, e foram nomeados para São Paulo apenas figuras que o povo paulista desgostava, por inúmeros motivos. 
O clima se tornava insustentável politicamente, com interventores tendo interferência em suas administrações pela ditadura de Vargas, enormes comícios anti-governo ocorrendo e insatisfação geral dos paulistas. Em um desses comícios, 5 jovens foram assassinados pelo Partido Popular Paulista, uma organização pró Vargas. Esse foi um dos estopins para o planejamento da revolta armada e para a criação de grupos revolucionários como o M.M.D.C.. Nesse clima, a revolução finalmente iniciou, com a tomada de quartéis, estações ferroviárias, prédios públicos, além de iniciar a propaganda política através de programas de rádio, cartazes e editoriais.

## A propaganda da revolução

### O Separatista
Na véspera do início da Revolução de 1932, o jornal O Separatista foi lançado. Criado por Rubens Borba de Morais, em união com Alfredo Ellis Júnior e Agenor Machado, suas edições foram todas impressas clandestinamente na gráfica Tipografia Ferraz e entregue a população por estudantes envolvidos na produção do jornal. Com 3 edições, seu discurso se concentrou em, como o próprio nome já diz, discutir e incentivar a separação do estado de São Paulo do resto do país. 
Sua primeira edição promovia o separatismo sem pudor, com o discurso que São Paulo seria a maior potência do Brasil, estava sendo atrasada pelos problemas do país e que não existia nenhuma vantagem para que o estado ainda fosse parte integrante da nação. O discurso polêmico do jornal se intensificou em sua segunda edição, com menos pudor ainda, através de um discurso declaradamente anti-nordestino e anti-nortista, fazendo com que essa edição tivesse grande circulação por São Paulo e se tornasse um sucesso. Na terceira e última edição, as críticas continuaram as mesmas, porém com uma linguagem menos agressiva e direta. Em junho de 1932, logo antes da revolução de 32 estourar, o jornal saiu de circulação.

### O Jornal da Trincheira
Alguns projetos editoriais produzidos durante a Revolução foram voltados para os soldados em campo de batalha, como o Jornal da Trincheira. Lançado pela Liga de Defesa Paulista e editado nas oficinas do Estado de S. Paulo, o intuito do periódico era esclarecer ao combatente as motivações paulistas em relação a suas demandas constitucionalistas. 
A manobra argumentativa do M.M.D.C. residia no sentido de uma missão de “libertação nacional e restauração da lei” e do direito constitucional, opondo-se às novas e disruptivas mudanças políticas trazidas pela instalação do Governo Provisório (que desbalanceavam o anterior equilíbrio econômico oligárquico do café com leite em prejuízo da elite cafeeira paulista).
O Jornal das Trincheiras projetava sobre o cidadão a responsabilidade dessa luta, e projetava seus valores “civilizatórios” e políticos sobre o resto do Brasil. Para o Jornal das Trincheiras, portanto, a Revolução de 1932, não era um movimento regionalista, ou mesmo separatista, mas sim nacionalista, mirando num Brasil comum para todos os brasileiros, livre, gozando de liberdade [sic].
Entretanto, ao longo de suas 13 edições, o Jornal, em detrimento das iniciais motivações constitucionalistas, vai dando mais espaço para o apelo ao ideal de paulistanidade, muito marcado pelo etnocentrismo e xenofobia.

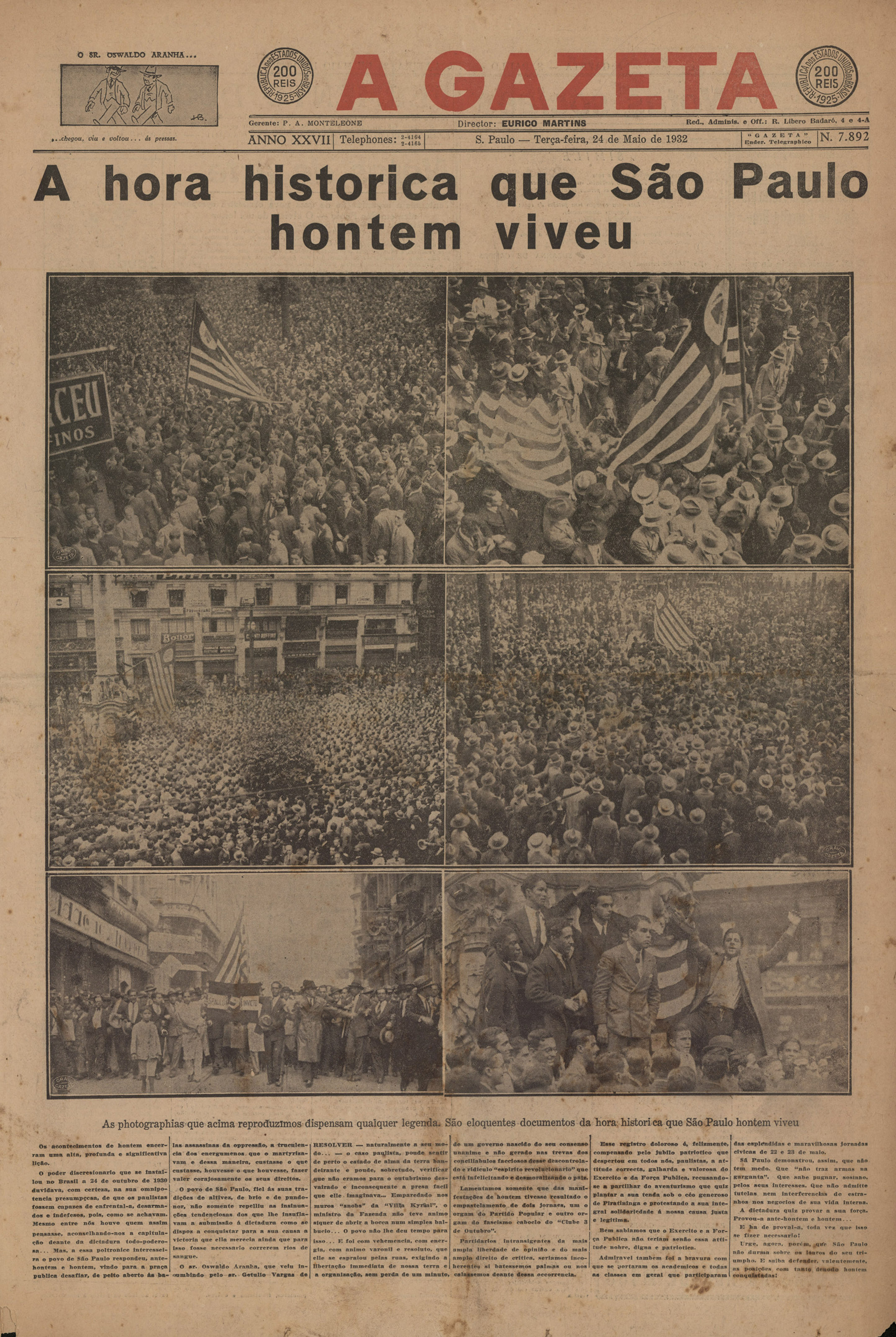
Manchete de "A Gazeta" em 24/05/32, destacando a abrangência e aderência pública ao movimento, engrandecendo-o enquanto momento histórico.

## A imagem da revolução
A fim de divulgar seu projeto, suas ações e reunir esforços, voluntários e apoio entre a população geral, o grupo M.M.D.C. articulou, através do Departamento de Propaganda Cívica, uma ampla campanha propagandística multimídia que, em parceria com grandes plataformas de informação como o Estado de S. Paulo, e personalidades intelectuais paulistas como Guilherme de Almeida e Alfredo Ellis Jr., moldou todo um imaginário paulista do espírito paulista que até hoje de certas formas perdura.

### Fotografia

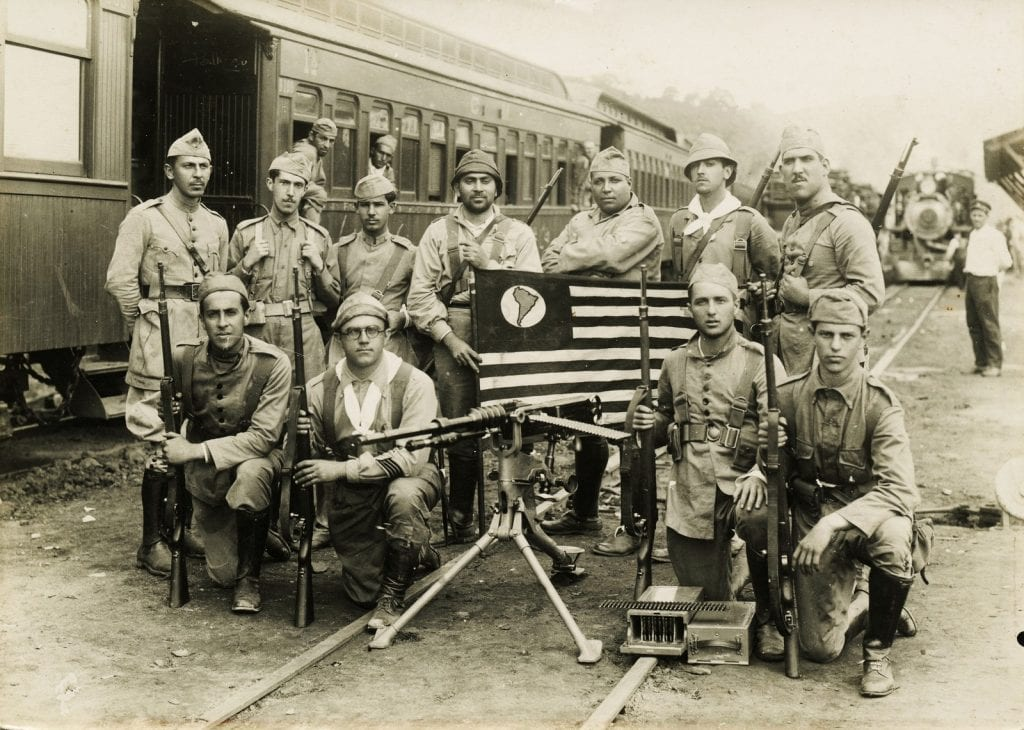
Soldados armados dispostos em torno da bandeira do movimento constitucionalista.

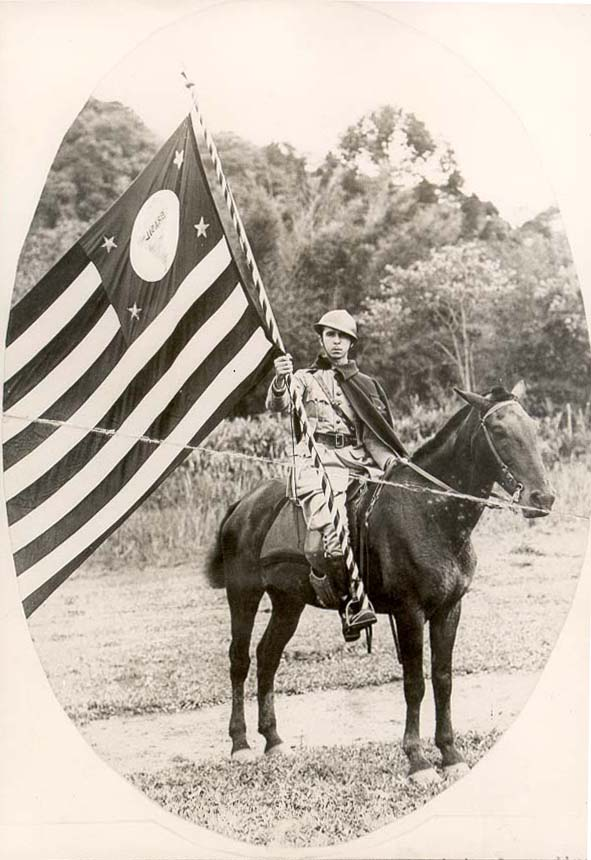
Voluntário paulista posando com a bandeira em pose heróica.

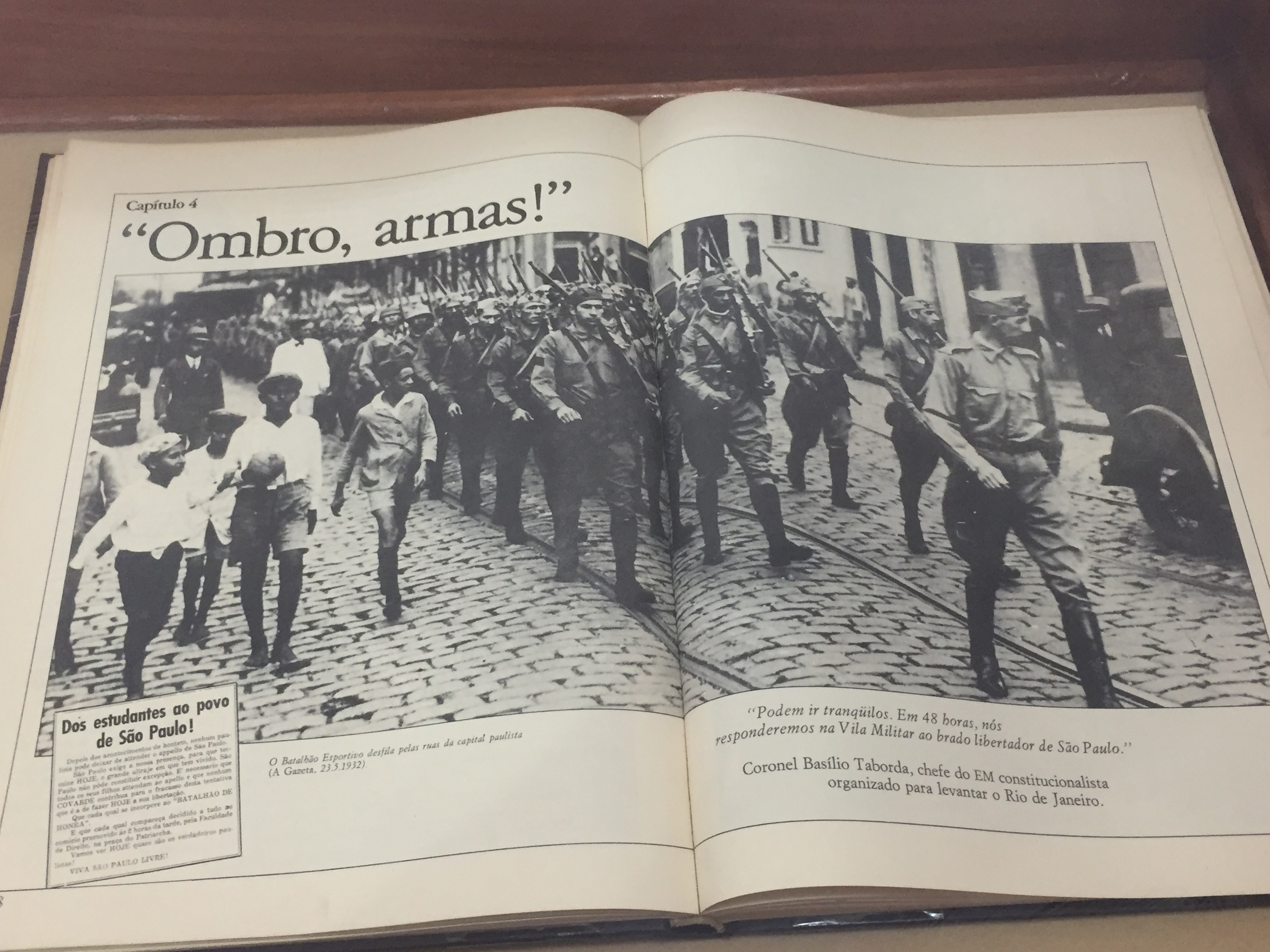
Desfile do Batalhão Esportivo pelas ruas de São Paulo, reforçando a performance do imaginário da guerra.

A imagem fotográfica, muito potente em comunicar o “real”, o “verossímil” e assim orientar um imaginário sócio-cultural, foi desde o início utilizada para moldar essa tal percepção do real. A maioria dos clichês do Movimento de 32 registra unicamente os preparativos, deixando de lado a ação. O imaginário da guerra atravessa imagens de uma guerra alienada, sem violência, mortes ou fome. Do contrário, as fotografias focavam em representar um conflito idealizado e limpo, destacando imagens de soldados em poses heróicas e de sorrisos cativantes, nunca em conflito. 
“Uma análise superficial e apressada do legado fotográfico da Revolução de 32 nos deixa com a falsa impressão de que tudo não passou de uma alegre gincana política, promovida por animados paulistanos com o fito de obter a Constituição.” (VASQUEZ, 1982: 7)
Contrapondo o imaginário articulado pela liderança do Movimento de 32 com indicativos historiográficos de baixas em conflitos, deserções e desalinhamento políticos da população, por exemplo, observamos evidentes lacunas na narrativa parcial e manipulativa do conflito entre os paulistas e o governo federal.

### Cartazes

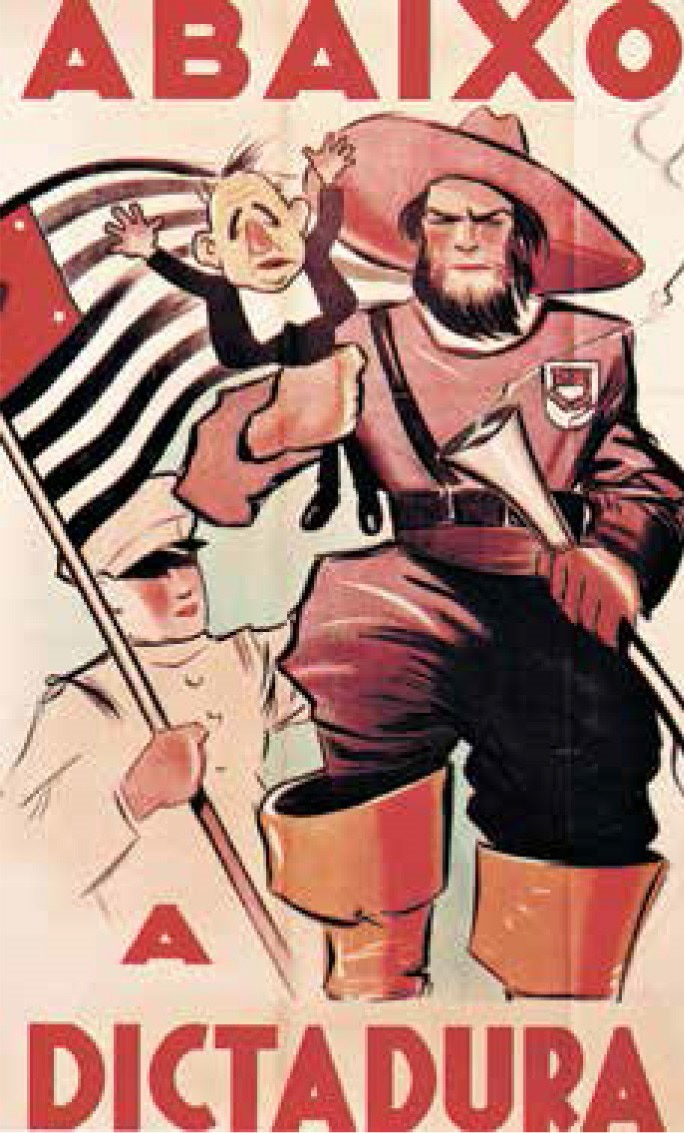
Cartaz representando gigante bandeirante subjugando um diminuto Vargas. A relação de tamanhos denota uma indicação de superioridade moral dos revolucionários.

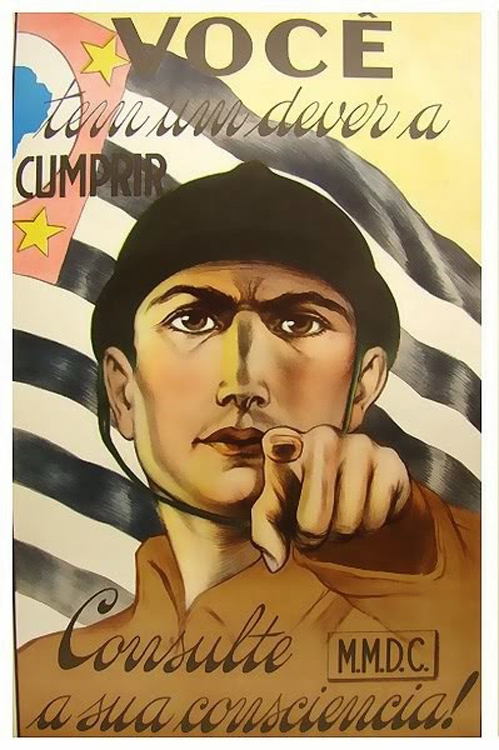
Cartaz provoca sentimento de responsabilidade muito pessoal.

O cartaz enquanto veículo de comunicação de fruição pública, no caso deste evento civil-militar, busca especialmente a mobilização política de toda a conjuntura social, cultural, econômica e militar paulista. Assim, sua ênfase estratégica era a retórica da sensibilização e do convencimento através do envolvimento emocional (pathos), abordando certas convenções sócio-culturais e representações de projetos políticos familiares aos paulistas dos anos 30 (havendo também um trabalho com a autoridade do orador, o ethos). O símbolo talvez mais amplamente abordado pelas peças veiculadas foi a figura do “bandeirante”. Num projeto de suscitação do sentimento regionalista paulista, ocorre um resgate dos grandes feitos do passado [sic] (a partir principalmente de um ponto de vista de cultura colonizada e europeizada). O bandeirante, portanto, evocaria os valores do dito espírito paulista, vinculando o mito de um passado desbravador e heróico a um presente de autonomia política.

Outra tendência simbólica muito comum foi o imaginário imperativo bélico, através dos quais os cartazes faziam uso de um discurso verbal de impacto e implicador de culpa e cumplicidade inata a todo paulista. Peças como “VOCÊ tem um dever a cumprir! Consulte o MMDC e sua consciência.” acompanhado de figuras militares uniformizadas, severas, de olhares extremamente penetrantes, e indicador apontado na direção do leitor, evocam um enorme e pessoal sentimento de responsabilidade no leitor do cartaz. O intuito era conceder ao paulista comum a ideia de um papel de importância vital no conflito, que o engajasse ao alistamento e o constrangesse caso não o fizesse.

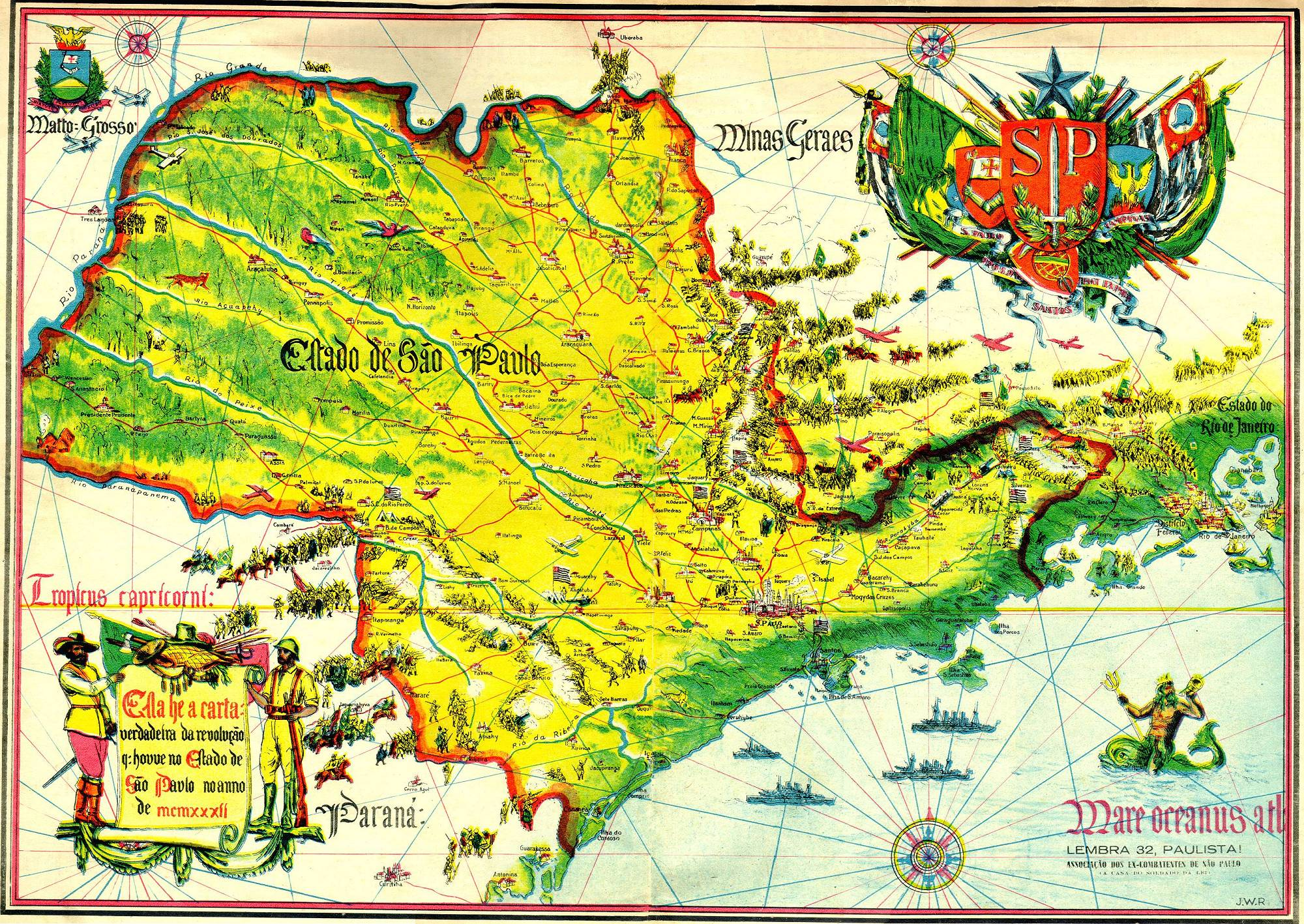
Mapa ilustrativo do conflito entre São Paulo e o governo federal.

### Mapa descritivo da Revolução Constitucionalista de 1932
Ilustrado por José Wasth Rodrigues, esse mapa se tornou um dos maiores símbolos e registros gráficos que se tem da Revolução de 1932.  Nele, foram ilustradas as frentes de combate das tropas revolucionárias e as rotas utilizadas por eles, podendo ser relacionadas a um contexto gráfico europeu contemporâneo da revolução, em termos de tipografia, grafismos, traço de ilustração, heráldica, etc. 

A produção desse mapa se deu através de matrizes de pedra, na gráfica Editora Hamburgo. Após o fim da guerra civil, a gráfica foi revistada pelas forças do governo e foi feito um acordo que resultou na destruição das matrizes de pedra do mapa e de outros exemplares que ainda sobravam do mapa.

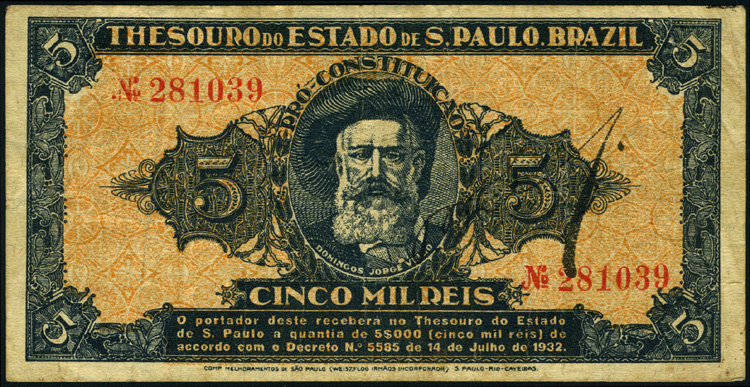
Cédula emitida devido a escassez monetária durante a revolução de 1932 representando a imagem de um bandeirante no centro.

### Outros formatos utilizados
Além de cartazes, que representavam mensagens mais pontuais no projeto de comunicação da elite separatista paulista, o repertório visual do “espírito paulista” estava por todo lado permeado por uma diversidade de outros artefatos. Dentre estes foram confeccionados selos, postais, flâmulas, bandeiras, braçadeiras, medalhas, notas, moedas e a indumentária de guerra, por exemplo, todas compondo com o imaginário projetado pelos demais esforços gráficos. O uso das cores regionais de São Paulo, de seus brasões, de efígies militares com capacetes de aço olhando para o futuro, de frases de efeito, entre outros elementos, corroboraram para o tecimento teatral de uma espécie de espírito nacionalista da região.